# Borknagar
Borknagar er et progressiv black metal-band fra Bergen i Norge. Det blev dannet i 1995 af Øystein Garnes Brun. Bandets stil kombinerer folk metal og black metal med progressive og melodiske elementer. Deres sangtekster omhandler oftest filosofi, hedenskab, natur og kosmos.

## Diskografi
- 1996: Borknagar
- 1997: The Olden Domain
- 1998: The Archaic Course
- 2000: Quintessence
- 2001: Empiricism
- 2004: Epic
- 2006: Origin
- 2008: For the Elements (1996-2006)
- 2010: Universal
- 2012: Urd
- 2016: Winter Thrice
- 2019: True North

## Medlemmer
- Øystein G. Brun – guitar (1995-)
- Andreas "Vintersorg" Hedlund – vokal (2000-)
- Lars "Lazare" Nedland – keyboard, støttevokal (1999-)
- Jens F. Ryland – guitar (1997-2003, 2007-)
- David Kinkade – trommer (2008 – present)
- Erik "Tyr" Tiwaz – bas (2000-2004, 2007-)

### Tidligere medlemmer
- Infernus – bas (1995-1996)
  - Medvirkede på Borknagar.
- Kristoffer "Garm" Rygg – vokal (1995-1997)
  - Medvirkede på Borknagar og The Olden Domain.
- Ivar Bjørnson – keyboard (1995-1998) 
  - Medvirkede på Borknagar, The Olden Domain og The Archaic Course.
- Erik "Grim" Brødreskift – drums (1995-1998) 
  - Medvirkede på Borknagar, The Olden Domain og The Archaic Course.
- Kai Lie – bas (1996-1998) 
  - Medvirkede på The Olden Domain og The Archaic Course.
- Simen "ICS Vortex" Hestnæs – vokal, bas (1997-2000) 
  - Medvirkede på The Archaic Course og Quintessence.
- Justin Greaves – trommer (1998-1999) 
  - Medvirkede ikke på noget album.
- Asgeir Mickelson – trommer (1999-2008), bas på Epic
  - Medvirkede på Quintessence, Empiricism, Epic og Origin.